# Sirius-Inseln
Die Sirius-Inseln sind eine Inselkette im nördlichen Teil der Inselgruppe Øygarden vor der Küste des antarktischen Kemplands.
Norwegische Kartografen erfassten sie anhand von Luftaufnahmen, die bei der Lars-Christensen-Expedition 1936/37 entstanden. Die erste Anlandung unternahm 1954 die Mannschaft um den australischen Geodäten Robert George Dovers (1921–1981) im Rahmen der Australian National Antarctic Research Expeditions. Die Australian Nature Conservation Agency benannte sie nach dem Stern Sirius, der in der Umgebung als Fixpunkt für Vermessungsarbeiten diente.